# Chalet Girl
Chalet Girl is een Britse romantische komedie uit 2011, geregisseerd door Phil Traill en met Felicity Jones in de hoofdrol. De film is opgenomen in het Oostenrijkse Sankt Anton am Arlberg en het Duitse Garmisch-Partenkirchen. De film werd met gemengde kritieken onthaald en presteerde slecht aan de bioscoopkassa's.

## Verhaal
De negentienjarige Kim Mathews was in haar jeugdjaren skateboardkampioene, maar is na de dood van haar moeder bij een auto-ongeluk gestopt om voor haar vader te zorgen en werkt thans in een fastfoodrestaurant. Ze kunnen nauwelijks de eindjes aan elkaar knopen en Kim gaat op zoek naar een beter betaalde baan. Ze krijgt de kans om gedurende vier maanden als chaletmeisje aan de slag te gaan in de Oostenrijkse Alpen. Aldaar moet ze samen met Georgie een rijke familie bedienen in diens privéchalet.
Aangezien die familie vaak afwezig is krijgt Kim de kans om zich het snowboarden meester te maken. Ze krijgt daarbij de hulp van de Fin Mikki, die haar ook wijst op een snowboardcompetitie waar ze 25 duizend dollar kan winnen. Kim blijkt immers een natuurtalent te zijn. Haar grote sprongen blijven echter mislukken omdat telkens vlak voor de sprong de herinnering aan het auto-ongeluk met haar moeder door haar hoofd spookt.
Intussen begint Kim ook een relatie met Jonny, de zoon van de eigenaar van het chalet. Op haar beurt leert zij hem snowboarden. Dan blijkt hij echter verloofd te zijn en Kim pakt haar spullen en vertrekt. Ze belt haar vader en die overhaalt haar toch te blijven en deel te nemen aan de snowboardwedstrijd die ze uiteindelijk wint. Jonny heeft het intussen uitgemaakt met zijn verloofde, keert terug en wordt — na verontschuldiging — door Kim vergeven.

## Rolverdeling
| Acteur         | Personage           | Opmerkingen                               |
| -------------- | ------------------- | ----------------------------------------- |
| Felicity Jones | Kim(berley) Mathews | Protagoniste                              |
| Bill Bailey    | Bill Mathews        | Kims vader                                |
| Tamsin Egerton | Georgie             | Collega "chaletmeisje"                    |
| Bill Nighy     | Richard             | Rijke bankier en eigenaar van het chalet. |
| Brooke Shields | Caroline            | Richards vrouw                            |
| Ed Westwick    | Jonny               | Richard en Caroline's zoon                |
| Sophia Bush    | Chloe               | Jonny's verloofde                         |
| Ken Duken      | Mikki               | Fin die Kim leert snowboarden             |
| Gregor Bloéb   | Bernhardt           | Technieker                                |